# St Mary's College RFC
St Mary's College Rugby Football Club es un equipo de rugby de Irlanda con sede en la ciudad de Dublín en la provincia de Leinster.
Participa en la All-Ireland League, el principal torneo de rugby de la Isla de Irlanda, el torneo que agrupa a equipos tanto de la República de Irlanda como los de Irlanda del Norte.

## Historia
Fue fundado en 1900, desde 1958 participa en la Leinster Senior Cup, la cual ha obtenido 11 veces.
Desde el año 1990 compite en la All-Ireland League en la cual ha logrado obtener en 2 ocasiones, el último obtenido en el año 2012.

## Palmarés
- All-Ireland League (2): 1999-00, 2011-12
- Copa de Irlanda (1): 1974-75
- Munster Senior Cup (11): 1958, 1969, 1971, 1974, 1975, 1987, 1993, 1995, 2005, 2010, 2013
- Munster Senior League (4): 972, 1978, 1980, 1989